# Westpacifische bonito
De Westpacifische bonito (Sarda orientalis) is een straalvinnige vis uit de familie van makrelen (Scombridae) en behoort derhalve tot de orde van baarsachtigen (Perciformes). De vis kan een lengte bereiken van 102 cm.

## Leefomgeving
Sarda orientalis is een zoutwatervis. De vis prefereert een subtropisch klimaat en heeft zich verspreid over de Grote en Indische Oceaan. De diepteverspreiding is 1 tot 30 m onder het wateroppervlak.

## Relatie tot de mens
Sarda orientalis is voor de visserij van beperkt commercieel belang. In de hengelsport wordt er weinig op de vis gejaagd.